# 埃德溫·馮·曼陀菲爾
埃德溫·馮·曼陀菲爾（德語：Edwin von Manteuffel，1809年2月24日—1885年6月17日），全名曼陀菲尔男爵埃德温·卡尔·罗胡斯（德語：Edwin Karl Rochus Freiherr von Manteuffel），是一位普魯士將軍，因其在普法戰爭中的勝利而聞名。